# I Love Money (Temporada 1)
Para las otras versiones del reality, véase I Love Money
I Love Money es la primera temporada del reality show estadounidense I Love Money de Vh1, creado por los directores ejecutivos Cris Abrego y Mark Cronin. La primera temporada del show consta de 17 participantes de los reality Flavor of Love, Rock of Love y I Love New York. El show se grabó en Huatulco, México, se estrenó el 6 de julio de 2008 y finalizó el 5 de octubre de 2008. La ganadora fue Nicole "Hoopz" Alexander.

## Concursantes
| Nombre                          | Serie Original    | Equipo     | Eliminado         |
| ------------------------------- | ----------------- | ---------- | ----------------- |
| Hoopz (Nicole Alexander)        | Flavor of Love    | Dorado     | Ganador           |
| Whiteboy (Joshua Gallander)     | I Love New York   | Verde      | Episodio 13 (2do) |
| Megan Hauserman                 | Rock of Love 2    | Verde      | Episodio 13 (3ro) |
| Real (Ahmad Givens)             | I Love New York   | Verde      | Episodio 13 (4to) |
| Pumkin (Brooke Thompson)        | Flavor of Love    | Dorado     | Episodio 11       |
| Toastee (Jennifer Toof)         | Flavor of Love 2  | Dorado     | Episodio 10/11    |
| Brandi Cunningham               | Rock of Love      | Verde      | Episodio 10       |
| The Entertainer (Frank Maresca) | I Love New York 2 | Dorado     | Episodio 10       |
| Heather Chadwell                | Rock of Love      | Dorado     | Episodio 9        |
| 12 Pack (David Amerman)         | I Love New York   | Dorado     | Episodio 8        |
| Rodeo (Cindy Steedle)           | Rock of Love      | Dorado     | Episodio 7        |
| Chance (Kamal Givens)           | I Love New York   | Verde      | Episodio 6        |
| Destiney Sue Moore              | Rock of Love 2    | Verde      | Episodio 5        |
| Mr. Boston (Lee Marks)          | I Love New York   | Verde      | Episodio 4        |
| Heat (Jason Rosell)             | I Love New York   | Verde      | Episodio 3        |
| Nibblz (Domenique Majors)       | Flavor of Love 2  | Dorado     | Episodio 2        |
| Midget Mac (Torrey Samuels)     | I Love New York 2 | Sin Equipo | Episodio 1        |

- Los concursantes compitieron en equipos (Verde y Dorado) desde el episodio 2 hasta el 7, y compitieron de manera individual desde el episodio 8 hasta el episodio 13 (Excluyendo el episodio 12).
  - Toastee fue eliminada en el episodio 10, aunque participa en el episodio 11.
- Brandi C y Megan renunciaron a la competencia.

## Progreso de los episodios
| #  | Concursantes    | Episodios | Episodios | Episodios | Episodios | Episodios | Episodios | Episodios | Episodios | Episodios | Episodios | Episodios | Episodios | Episodios | Episodios |
| #  | Concursantes    | 1         | 2         | 3         | 4         | 5         | 6         | 7         | 8         | 9         | 10        | 11        | 13        | 13        | 13        |
| -- | --------------- | --------- | --------- | --------- | --------- | --------- | --------- | --------- | --------- | --------- | --------- | --------- | --------- | --------- | --------- |
| 1  | Hoopz           | DORADO    | A SALVO   | GANÓ      | GANÓ      | GANÓ      | GANÓ      | ULT 2     | A SALVO   | A SALVO   | GANÓ      | GANÓ      | ULT 3     | A SALVO   | GANADOR   |
| 2  | Whiteboy        | VERDE     | GANÓ      | A SALVO   | A SALVO   | A SALVO   | A SALVO   | GANÓ      | ULT 2     | A SALVO   | A SALVO   | ULT 2     | GANÓ      | A SALVO   | ANULADO   |
| 3  | Megan           | VERDE     | GANÓ      | ULT 2     | A SALVO   | A SALVO   | ULT 2     | GANÓ      | A SALVO   | ULT 2     | ULT 2     | ULT 3     | ULT 3     | RETIRO    |           |
| 4  | Real            | VERDE     | GANÓ      | A SALVO   | A SALVO   | ULT 2     | A SALVO   | GANÓ      | A SALVO   | A SALVO   | ULT 3     | A SALVO   | ANULADO   | JURADO    |           |
| 5  | Pumkin          | DORADO    | ULT 3     | GANÓ      | GANÓ      | GANÓ      | GANÓ      | A SALVO   | A SALVO   | A SALVO   | A SALVO   | ANULADO   |           | JURADO    |           |
| 6  | Toastee         | DORADO    | ULT 2     | GANÓ      | GANÓ      | GANÓ      | GANÓ      | ULT 3     | GANÓ      | A SALVO   | ANULADO   |           |           | JURADO    |           |
| 7  | Brandi C.       | VERDE     | GANÓ      | A SALVO   | ULT 2     | ULT 3     | ULT 3     | GANÓ      | A SALVO   | ULT 3     | RETIRO    |           |           |           |           |
| 8  | The Entertainer | DORADO    | A SALVO   | GANÓ      | GANÓ      | GANÓ      | GANÓ      | A SALVO   | ULT 3     | GANÓ      | ANULADO   |           |           | JURADO    |           |
| 9  | Heather         | DORADO    | A SALVO   | GANÓ      | GANÓ      | GANÓ      | GANÓ      | A SALVO   | A SALVO   | ANULADO   |           |           |           | JURADO    |           |
| 10 | 12 Pack         | DORADO    | A SALVO   | GANÓ      | GANÓ      | GANÓ      | GANÓ      | A SALVO   | ANULADO   |           |           |           |           | JURADO    |           |
| 11 | Rodeo           | DORADO    | A SALVO   | GANÓ      | GANÓ      | GANÓ      | GANÓ      | ANULADO   |           |           |           |           |           |           |           |
| 12 | Chance          | VERDE     | GANÓ      | GANÓ      | A SALVO   | A SALVO   | ANULADO   |           |           |           |           |           |           |           |           |
| 13 | Destiney        | VERDE     | GANÓ      | A SALVO   | ULT 3     | ANULADO   |           |           |           |           |           |           |           |           |           |
| 14 | Mr. Boston      | VERDE     | GANÓ      | ULT 3     | ANULADO   |           |           |           |           |           |           |           |           |           |           |
| 15 | Heat            | VERDE     | GANÓ      | ANULADO   |           |           |           |           |           |           |           |           |           |           |           |
| 16 | Nibblz          | DORADO    | ANULADO   |           |           |           |           |           |           |           |           |           |           |           |           |
| 17 | Midget Mac      | ANULADO   |           |           |           |           |           |           |           |           |           |           |           |           |           |

Equipos
     Los concursantes fueron elegidos para estar en el equipo dorado por Hoopz.
     Los concursantes fueron elegidos para estar en el equipo verde por Whiteboy.
     Los capitanes de equipo se diferencian por el texto resaltado.
Competición
     El concursante ganó la competencia.
     El concursante fue Paymaster (Maestro de Pago).
     El concursante fue parte del jurado.
     El concursante estaba en el equipo ganador y estaba a salvo.
     El concursante no ganó la competencia, pero estuvo a salvo al no ser escogido para estar en los Últimos (ULT) 3.
     El concursante fue votado entre los Últimos (ULT) 3, pero no fue eliminado.
     El concursante fue eliminado, por ello su cheque fue Anulado.
     El concursante fue último en el desafío y fue eliminado automáticamente.
     El concursante se retiró de la competencia.
Notas
Episode  1 — Los capitanes de equipo(Hoopz y Whiteboy) fueron los únicos a salvo de la eliminación.
Episode  7 — Craig anunció que no habría más equipos.
Episode 10 — El concursante que fue último en el desafío (The Entertainer), fue automáticamente eliminado.
Episode 10 — Toastee fue votada en Los Últimos (ULT) 3, después de que Brandi C. se retiró de la competencia.
Episode 12 — Este fue un episodio de resumen de la temporada.
Episode 13 — Brandi C. habría sido parte del jurado, pero al retirarse, renunció completamente a la competencia.

## Episodios

### Un Viaje Demasiado Corto / A Very Short Trip
Al aire en julio 6 de 2008		
Después de conocerse, les preguntaron para qué querían el dinero. Luego, les dieron trajes de baño de dos prendas a cada uno. Entonces, Heat y Mr.Boston, se pusieron las dos prendas. En la primera competencia ganaba el que se metiese más dinero en su calzón .	
Brandi C. y Megan, fueron descalificadas por no obedecer la única regla de "no levantar dinero del suelo". Midget Mac y Chance, no quisieron participar en Midget Mac por el calzón, y Chance por no quitarse la bandana que tenía en la cabeza. Hoopz, White Boy y Destiney fueron los que más dinero acumularon.	
| Lugar | Concursante      |
| ----- | ---------------- |
| 1     | Hoopz            |
| 2     | Whiteboy         |
| 3     | Destiney         |
| 4-13  | Resto            |
| 14    | Brandi C. Megan  |
| 16    | Chance Midget Ma |

     El concursante ganó el desafío, por ello se convirtió en el capital del equipo Oro
     El concursante quedó en segundo lugar, por ello se convirtió en el capitán del equipo verde
     El concursante no ganó el desafío
     El concursante fue descalificado
     El concursante no participó en el desafío
Al final, Midget mac fue eliminado por la forma en la que se expresó de las mujeres. Brandi C. siempre usaba los pantalones o polleras más altas que el ombligo.			
     Equipo Dorado: Hoopz, Rodeo, 12 Pack, The Entertainer, Heather, Toastee, Pumkin, Nibblz
     Equipo Verde: Whiteboy, Chance, Real, Mr. Boston, Heat, Destiney, Megan, Brandi C.
     Bottom 3: Brandi C., Midget Mac, Nibblz
     Eliminado: Midget Mac.

### Solo el Débil Sobrevive / Only the Weak Survive
Al aire en julio 13 de 2008	 Los concursantes son llamados por Craig, que les dice que tienen que elegir nuevos capitanes. El equipo Oro elige a Rodeo, el equipo verde elige a Chance, pero Destiney actúa más como líder, por lo que dejan a ella como la capitana. El desafío se basa el Knock-Out de Mr.Boston en la primera temporada de I Love New York. Tienen que pelear con unos palos en una cama elevada sobre el agua. El que cayera pierde el punto para su equipo.
| Ronda | Adversarios              | Ganador         |
| ----- | ------------------------ | --------------- |
| 1     | 12 Pack vs. Whiteboy     | Whiteboy        |
| 2     | The Entertainer vs. Heat | The Entertainer |
| 3     | Hoopz vs. Real           | Hoopz           |
| 4     | Chance vs. Rodeo         | Chance          |
| 5     | Mr. Boston vs. Nibblz    | Mr. Boston      |

     El concursante ganó punto para el equipo Verde
    El concursante ganó punto para el equipo Oro
Después de ganar el equipo verde, el equipo dorado se dirige a la bóveda, donde tienen que elegir a tres personas de su equipo para ser eliminado. El equipo escoge a Pumkin, Nibblz y Toastee. La pagadora es Destiney. En la salida, Pumkin y Toastee prometen a Destiny que las salve y ellas la podrían salvar en un futuro, y convencen a Destiney que Nibblz es una mayor competencia, por ello es mejor eliminar a ella. En la eliminación Destiny anula el cheque de Nibblz.,
     Reto: Bed Battle
Equipo Ganador: :    
     Pagadora Maestra (Paymaster): Destiney
     Bottom 3: Pumkin, Toastee, Nibblz
     Eliminada: Nibblz

### El calor de la multitud / Heat's A Crowd
Al aire 20 Julio del 2008	 En este episodio eligen nuevos capitanes, estos tienen que formar parejas para el desafío. El equipo verde elige a Mr.Boston como capitán, y el equipo dorado elige a Entretainer. El reto consigue en que cada pareja debe durar el mayor tiempo dándose un beso. En el equipo verde queda Mr Boston con Chance. Chance rehúsa besar a Mr Boston y por lo tanto su equipo pierde. Heat le alega a Chance por no hacerlo, pero Chance se enfurece. Destiney se mete a defender a Heat, debido a su relación, pero Heat no la ayuda, por ello pelean. The entretainer aprovecha para tener algo con Destiney. El equipo verde no se puede poner de acuerdo en la bóveda y por lo tanto The entertainer elige a tres personas posibles candidatas a ser eliminadas. The entretainter elige a Heat, Megan y Mr.Boston. Al final elimina a Heat ya que se interpone en su relación con Destiny.	
     Reto: The Kiss Off
Equipo Ganador: :    
     Pagador Maestro (Paymaster): The Entertainer
     Bottom: Heat, Megan, Mr. Boston
     Eliminado: Heat

### Catapulta Descarrilada / Bamboozlin' Gone Bad
Al aire Julio 27 del 2008	 12 pack le propone a Megan, Brandi C. y Boston que fallen en el desafío y que votaran para sacar a Whiteboy, que él los protegía a ellos. 12 pack es seleccionado como capitán del equipo Oro, y Chance para el equipo verde. Esta vez tendrán que armar unas catapultas y cuando este lista lanzar unos pollos que tendrán que atrapar. Boston y Megan no hacen gran esfuerzo. El equipo oro toma ventaja. Pero en un momento, Chance arma solo la catapulta y se disponen a lanzar. A pesar de ello el equipo Verde pierde el desafío. En la bóveda, Brandi y Megan se asustan por lo que pueda hacer Whiteboy y no votan por el. Por esto él la caja quedan Brandi C., Destiney y Mr.Boston. 12 pack se decepciona, y pretende averiguar todo para saber a quien eliminar. Al final 12 Pack decide sacar a Mr.Boston a pesar de que las que cambiaron de idea fueron Megan y Brandi C.
     Reto: Chicken-A-Pult
Equipo Ganador: :    
     Pagador Maestro (Paymaster): 12 Pack
     Bottom 3: Brandi C., Destiney, Mr.Boston
     Eliminado: Mr. Boston

### Llórame un Río / Cry Me a River
Al aire 3 de agosto de 2008	
Craig les envía un mensaje diciendo que en este desafío tenían que llorar. El desafío está basado obviamente en todo el drama que ocurrió en los shows posteriores. Esta vez Toastee es la capitana del equipo Oro y Real es el capitán del equipo Verde. La competencia consiste en que todos los concursantes deben llorar. Como hay un desnivel en los equipos, Hoopz no juega para el equipo. En el desafío Brandi C. y Real tienen problemas para llorar, por ello pierden el desafío. El equipo Oro vuelve a ganar.
| Lugar | Concursante     |
| ----- | --------------- |
| 1     | Pumkin          |
| 2     | Heather         |
| 3     | The Entertainer |
| 4     | Chance          |
| 5     | 12 Pack         |
| 6     | Destiney        |
| 7     | Toastee         |
| 8     | Megan           |
| 9     | Whiteboy        |
| 10    | Rodeo           |
| 12    | Brandi C.       |
| 12    | Real            |

     El concursante ganó punto para el equipo Oro
     El concursante ganó punto para el equipo Verde
     El concursante falla y no gana punto para su equipo
El la bóveda, todos votan por Brandi C. y Destiney. Real se pone voluntariamente en la caja porque, en parte fue culpa de él que perdieran el desafío y además, confía en que Toastee no lo va a eliminar. En la excursión de poder, Real ya no se siente tan confiado porque se entera de la promesa que le hizo Toastee a Destiney. En la eliminación Toastee incumple su promesa y elimina a Destiney
     Reto: The Crying Game
Equipo Ganador: :    
     Pagador Maestro (Paymaster): Toastee
     Bottom 3: Destiney, Real, Brandi C.
     Eliminado: Destiney

### Las Rubias al Mando / Blonde Leading the Blonde
Al aire Agosto 10 del 2008	 En este episodio los concursantes tenían que salvar a Midget Mac, basado en I love New York, cuando Buddha salvo a Midget de ahogarse, ya que no sabía nadar. Cada equipo tenía que salvar a 4 muñecos. Pumkin es la nueva capitana del equipo Oro, y el equipo verde elige a Brandi C. En la competencia, 12 Pack toma ventaja, ya que Chance no sabía nadar. Al final el equipo Oro gana por cuarta vez consecutiva. Al siguiente día en la bóveda, ponen a Brandi C. y a Megan en la caja. Chance se ofrece, ya que Pumkin hace parte de su alianza. En la excursión de poder Megan y Brandi C, intentan convencer a Pumkin que elimine a Chance, ya que él es un competidor más fuerte, le prometen inmunidad en el siguiente desafío y unirse a su alianza. Esa noche Pumkin anula el cheque de Chance, ganándose de enemigos a Real, Hoopz y Whiteboy.	
     Reto: Save the Mac
Equipo Ganador: :    
     Pagadora Maestra (Paymaster): Pumkin
     Bottom 3: Chance, Megan, Brandi C.
     Eliminado: Chance

### El bueno, el Malo y el Confundido? / The Good, the Bad, and the Confused?
Al aire Agosto 17 del 2008	 El episodio comienza en la noche que Pumkin eliminó a Chance. Real le promete a Pumkin que la va a eliminar. La alianza de 12 Pack, le ofrece a Pumkin y Toastee unirse a ellos. La competencia esta vez es una competencia de comida, basado en Los Ángeles (Flavor of Love 1), en Las vegas (Rock of Love 1)), en Jamaica (I Love New York 2) y en Francia (Flavor of Love 3). Esta vez, el equipo verde elige a Megan como Capitán y el equipo oro elige a Heather. En la competencia, Rodeo trata de sabotear a su equipo. El equipo verde toma ventaja. Al final el equipo verde gana después de cinco competencias. Al siguiente día, en la bóveda el equipo dorado elige a Rodeo y Hoopz. Toastee se ofrece debido a su alianza secreta con Megan, Brandi C. y Pumkin. En la excursión de poder, Rodeo hace todo lo que Megan le decía, para que la salvara. Toastee está confiada de que Megan no la va a eliminar. En la eliminación, Megan anula el cheque de Rodeo, ya que desde el primer día Rodeo habló mal de Megan. Hoopz se ubica con el equipo Verde, por lo cual Craig le pregunta por qué. Hoopz responde que confía más en las personas del equipo verde, que en su mismo equipo. Craig le dice que es curioso, ya que a partir de ese momento los equipos dejaban de existir. La competencia ahora es individual.
     Reto: Road Trip Drag
Equipo Ganador: :    
     Pagadora Maestra (Paymaster): Megan
     Bottom 3: Rodeo, Hoopz, Toastee
     Eliminado: Rodeo
     Craig decide que ya no habrá más equipos

### Cuida tus Espaldas / Watch your Back
Al aire Agosto 24 del 2008	 El episodio comienza con la alianza secreta hablando de eliminar a Los Stallionares (Real, Whiteboy y Hoopz). Megan forma alianza también con los Stallionares, ya que ellos son más fuertes. En el primer desafío individual, los concursantes tenían que clavar una estrella china y una luna japonesa a unos muñecos que representaban a cada uno de la casa. El primero en salir iría automáticamente a la caja. El primero en salir es Whiteboy. Al final queda Ludia, Jenny y Landa S. Real elimina a 12 Pack y 12 Pack elimina a Real, así que la nueva pagadora es Toastee.de Minorio, de Jardín 'mi casa, mi estilo', en las manos de Thom Filicia y Melissa
| Toastee         | Hoopz       | ?           | ?           | Hoopz   | Hoopz   | Hoopz     | Ganadora |  |  |  |  |  |
| Real            | Entertainer | ?           | Entertainer | Pumkin  | Pumkin  | ?         | 12 Pack  |  |  |  |  |  |
| 12 Pack         | Whiteboy    | Brandi C.   | Megan       | Megan   | Megan   | Brandi C. | Real     |  |  |  |  |  |
| Brandi C.       | Whiteboy    | ?           | ?           | Real    | Real    | 12 Pack   |          |  |  |  |  |  |
| Hoopz           | Entertainer | Entertainer | Pumkin      | Heather | Toastee | -         |          |  |  |  |  |  |
| Megan           | Entertainer | Heather     | Heather     | ?       | 12 Pack |           |          |  |  |  |  |  |
| Pumkin          | Whiteboy    | ?           | ?           | Real    | Real    |           |          |  |  |  |  |  |
| Heather         | Whiteboy    | ?           | Toastee     | -       |         |           |          |  |  |  |  |  |
| The Entertainer | Hoopz       | Brandi C.   | Brandi C.   |         |         |           |          |  |  |  |  |  |
| Whiteboy        | -           |             |             |         |         |           |          |  |  |  |  |  |

     El concursante ganó el desafío y fue el pagador
     El concursante perdió el desafío, pero no fue a la caja fuerte
     El concursante fue el primero en perder, por esto su cheque fue automáticamente a la caja fuerte
En la bóveda votan para poner en la caja a 12 pack y The entretainer. 12 pack es el que convence al resto que voten por él para ir a la excursión de poder y convencer a Toastee de que elimine a Whiteboy, ya que con esto terminaría la alianza más fuerte de la casa. Y así hace, pero en la casa Megan convence a su alianza secreta de no eliminar a Whiteboy, ya que si lo hacían, el resto vendrían por ellas, mientras que, si eliminaban a 12 pack, Los stallionares, se preocuparían por sacar a Heather y a The entretainer. En la eliminación, Toastee anula el cheque de 12 pack, ya que no creía en el y que ella ya tenía una alianza.
     Reto: El Traidor
     Pagadora Maestra (Paymaster): Toastee
     Perdedor: Whiteboy
     Bottom 3: 12 Pack, The Enterteiner, Whiteboy
     Eliminado: 12 Pack

### Ebrio con Poder / Drunk with Power
Al aire Agosto 31 del 2008: Después de la eliminación de 12 pack, Heather se siente desprotegida, ya que su único aliado, The entretainer, es el principal blanco del resto, por esto, trata de buscar una nueva alianza, Entretainer se da cuenta y se siente decepcionado. El desafío esta vez es "La olimpiada del escupido" basado en Flavor of Love 1, donde Pumkin, en la eliminación, escupe a New York. Hay tres pruebas: Escupida de distancia, Escupida de altura y Escupida de puntería. En la primera ronda The entretainer se ubica en primer lugar, y Megan en último, por lo que su cheque va directamente a la caja. También sale Toastee y Brandi C. En la segunda ronda, The entretainer vuelve a ocupar el primer lugar, y sale Heather, Hoopz y Pumkin de la competencia. En la última ronda, Whiteboy hace 95 puntos, Real hace 100 puntos, y The entretainer hace 110 puntos, convirtiéndose el, en el siguiente pagador.
| Puesto | Escupida de distancia      | Escupida de altura         | Escupida de puntería      |
| ------ | -------------------------- | -------------------------- | ------------------------- |
| 1      | The Entertainer (18' 6.5") | The Entertainer (14' 10.5) | The Entertainer (110 pts. |
| 2      | Whiteboy (18' 5")          | Whiteboy (14' 9.5)         | Real (100 pts.)           |
| 3      | Real (18' 2")              | Real (14' 8)               | Whiteboy (95 pts.)        |
| 4      | Heather (14' 10")          | Hoopz (14')                |                           |
| 5      | Pumkin (12' 4")            | Heather (13' 10")          |                           |
| 6      | Hoopz (9' 6")              | Pumkin (11' 2")            |                           |
| 7      | Brandi C. (7' 11")         |                            |                           |
| 8      | Toastee (6' 3")            |                            |                           |
| 9      | Megan (5' 9")              |                            |                           |

     El concursante ganó el desafío y fue el pagador
     El concursante perdió el desafío, pero no fue a la caja fuerte
     El concursante fue el primero en perder, por esto su cheque fue automáticamente a la caja fuerte
Esa noche, The entretainer les dice a Megan, Brandi C, Pumkin y Toastee que voten por Whiteboy, y que él no les hace nada. Pero todo para que el grupo de Whiteboy confíen en él, eliminando a Megan y no a un Stallionare, y así unirse a Los Stallionares, pero Megan se da cuenta. En la bóveda, no hacen lo que The entretainer les dijo, y votan todos por Brandi C y Heather. En la excursión, Brandi C y Megan tratan de convencer a Entretainer de que Heather lo va a traicionar, entonces es mejor sacarla a ella. En la eliminación Entretainer anula el cheque de Heather, ya que sentía que lo traicionaría en cualquier momento.
     Reto: The Spit Olympics
     Pagador Mestro (Paymaster): The Entertainer
     Perdedor: Megan
     Bottom 3: Megan, Heather, Brandi C.
     Eliminado: Heather

### Montadores de Tubos en el Cielo / Pole Riders in the Sky
Al aire Septiembre 14 del 2008
El episodio comienza con Real durmiendo con Hoopz. Real dice que está enamorado de ella y le lleva rosas de día de San Valentín. El desafío esta vez está basado en los tubos de striper en las series de Rock of Love. Los concursantes deberán sostenerse en un tubo durante el mayor tiempo, pero el que caiga de primeras, se le anulará el cheque en ese mismo momento. Ya en el tubo, Entretainer es el que primero cae, así van cayendo todos durante los siguientes 20 minutos, excepto Megan y Hoopz. Las dos duran sobre los 40 minutos, pero Hoopz convence a Megan de que se rinda y ella no la eliminaría.
| Puesto | Concursante     | Tiempo |
| ------ | --------------- | ------ |
| 1      | Hoopz           | 44:30  |
| 2      | Megan           | 44:00  |
| 3      | Toastee         | 15:00  |
| 4      | Brandi C.       | 5:33   |
| 5      | Real            | 5:17   |
| 6      | Pumkin          | 2:35   |
| 7      | Whiteboy        | 2:22   |
| 8      | The Entertainer | 1:16   |

     El concursante ganó el desafío y fue el pagador
     El concursante perdió el desafío, pero no fue eliminado
     El concursante fue el primero en perder, por esto su cheque fue automáticamente anulado.
Ya en casa sin Entretainer, no hay enemigo común, por esto Pumkin y Toastee convencen a Brandi C, de eliminar a Megan, pero ella rehúsa. La alianza secreta se ha roto. En la Bóveda, Brandi C. y Megan van a la caja, y Real se pone porque tiene algo importante que hacer. En la excursión, Brandi y Megan le cuentan a Hoopz sobre su alianza secreta y que tiene que sacar a Pumkin y Toastee. Real le propone matrimonio a Hoopz, lo que resulta incómodo para ella. En la eliminación, Brandi C, decide renunciar, ya que lo más posible era que eliminaran a Megan. Craig dice que el pagador debe tener tres opciones, por esto todos excepto Hoopz deben ir de nuevo a la bóveda y poner a Toastee, Pumkin o Whiteboy en la caja.
     Reto: The pole strapless in the sky
     Pagadora Maestra (Paymaster): Hoopz
     Perdedor\Eliminado Automáticamente: The Entertainer
     Riesgo: Toastee, Megan, Brandi C. , Real
     Eliminado:Toastee(Episodio 10-11), Brandi C. (renuncia)

### Un Dilema Real / A Real Dilemma
Al aire Septiembre 21 del 2008
Retomando al final del episodio 10, en la bóveda Toastee es elegida por todos menos Pumkin, por ello va a la caja. En la eliminación, Hoopz le da el primer cheque a Real, aunque le dice que no a la propuesta de matrimonio. Hoopz anula el cheque de Toastee, ya que no confía en ella, y siente que tuvo cierta responsabilidad en la eliminación de Chance. Al siguiente día, el desafío es basado en todas las borracheras de los shows predecesores. Tenían que cruzar una serie de obstáculos, pero primero debían dar 20 vueltas en una silla. El que hiciera el mejor tiempo seria el pagador, y el peor iría a la caja automáticamente. En el desafío Hoopz hace el mejor tiempo y Pumkin hace el peor.
| Puesto | Concursante | Tiempo |
| ------ | ----------- | ------ |
| 1      | Hoopz       | 4:21   |
| 2      | Megan       | 5:04   |
| 3      | Real        | 5:30   |
| 4      | Whiteboy    | 8:17   |
| 5      | Pumkin      | 11:01  |

     El concursante ganó el desafío y fue el pagador
     El concursante perdió el desafío, pero no fue a la caja fuerte
     El concursante fue el primero en perder, por esto su cheque fue automáticamente a la caja fuerte
En casa, Real habla con Hoopz, porque Chance le dijo por teléfono a Real que Whiteboy había insultado a Hoopz. Hoopz se siente ofendida, y hablan con Whiteboy, éste se siente ofendido por ella. En la bóveda, votan por Megan y Whiteboy para ir a la caja. En la excursión Pumkin y Megan pelean por quien fue la culpable de la eliminación de Chance. Hoopz anula el cheque de Pumkin por la eliminación de Chance. Como dato curioso, Pumkin siempre ha sido eliminada en el episodio anterior de la final. Lo mismo ocurrió en Flavor of Love 1 y Charm School 1.
     Reto You Booze, You Lose
     Pagadora Maestra (Paymaster): Hoopz
     Perdedor: Pumkin
     Bottom 3: Pumkin, Megan, Whiteboy
     Eliminado: Pumkin

### Especial del Show / Exclusive Extras Special
Al aire Septiembre 28 del 2008
Los mejores momentos de la temporada, imágenes nunca vistas, escenas extendidas presentadas por Craig. (Recap)
- Romances con los miembros del cast.
- Hoopz, Real, Megan, Pumkin, Toastee y Brandi C. jugando a verdad o Castigo.
- Mr. boston y su fallida forma de conquistar a las chicas.
- Llamadas desde el infierno para Whiteboy, Hoopz y The Entertainer.
- Brandi C. Frecuentemente llorando.
- Heats describiendo a todos sus compañeros del cast.
- The Entertainer y Pumkin maquillados.
- Heather pateando la parte trasera la cabeza de The Entertainer.
- Toastee peleando por teléfono con su novio en el día de San Valentín, después de besar a Heather.
- La presencia de Rodeo en la casa.
- Relación de Megan y Brandi C.
- Escena extendida de la pelea de comida (Pumkin-Toastee V.S Megan-Brandi C.)

### Los Cuatro Finalistas / The Final four
Al aire Octubre 05 del 2008
     Reto: The Krazy Toss
     Pagador Maestro (Paymaster): Whiteboy
     Bottom 3: Real, Megan, Hoopz
     Eliminado: Real
     Jurado: Pumkin, Heather, Toastee, 12 Pack, Real, The Entertainer
     Eliminado: Megan (Renuncia)
     Reto: The Dash for The Cash
     Runner-Up: Whiteboy
     Ganador: Hoopz

### Reunión
Al aire Octubre 12 del 2008
Comentan sobre lo ocurrido en la temporada de I Love Money y Craig le entrega el cheque de $250.000 Dólares a Hoopz (Nicole Alexander) por haber ganado la primera temporada de I Love Money.En un giro inesperado hicieron llamar a la mamá de Hoopz, que no sabía que su hija había ganado 250.000 dólares, hubo por Paco una discusión entre Megan y Heather y todos esperan una nueva temporada de "I love money", Además mostraron lo mejor y lo peor de los participantes que dieron más de que hablar, además mostraron los momentos más divertidos e importantes.
no habla las mujeres locas los 5 minoriescas hadas enemigas y 16 minoriescas hadas amigas.